# Flagge der Zentralafrikanischen Republik

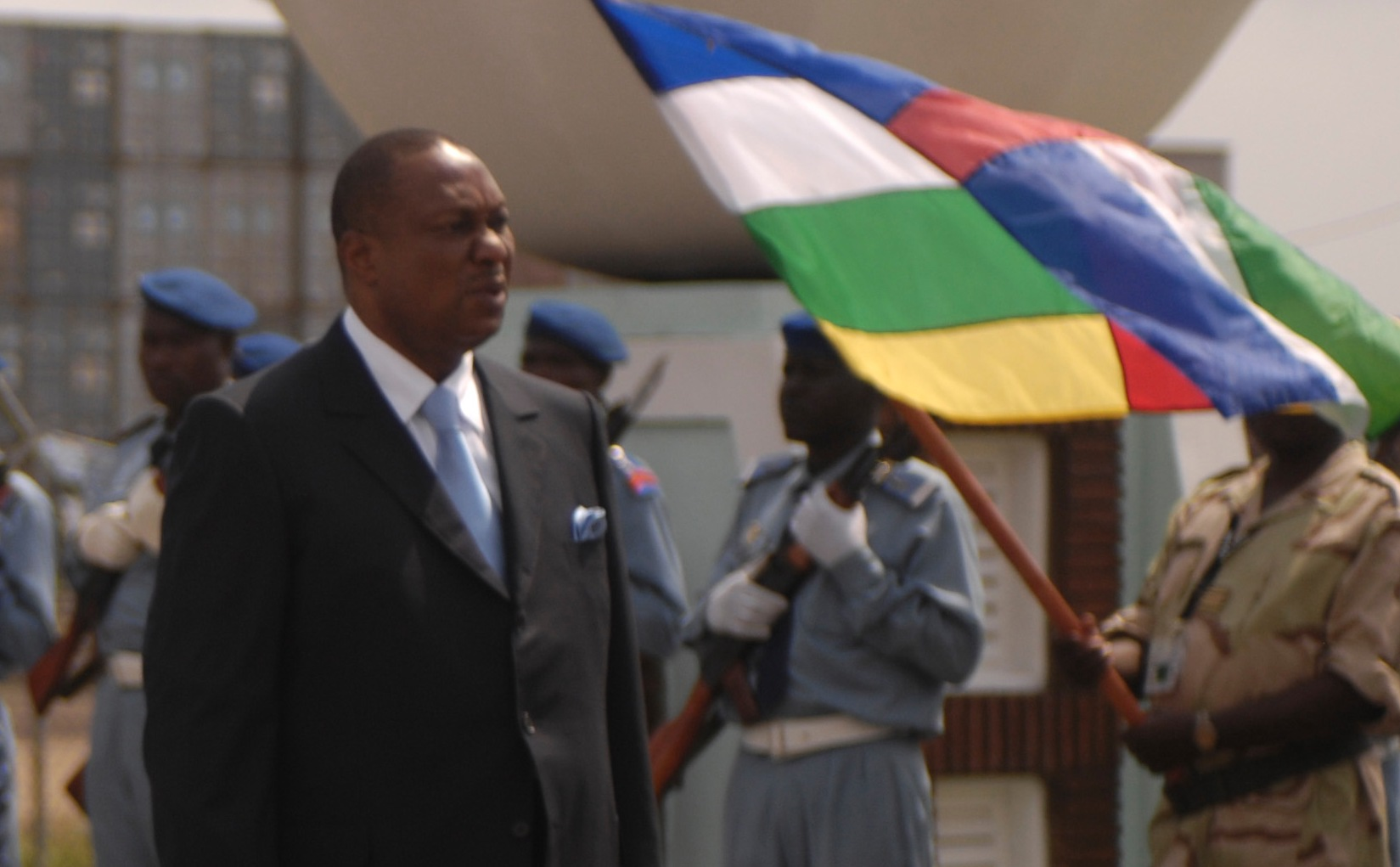
Verteidigungsminister Remy Ze Meka vor der Nationalflagge

Die Flagge der Zentralafrikanischen Republik wurde am 1. Dezember 1958 angenommen. 

## Beschreibung und Bedeutung
Die Nationalflagge folgt einem Entwurf des zentralafrikanischen Politikers Barthélemy Boganda, einem Verfechter der afrikanischen Einheit, was sich in der Symbolik der Nationalflagge widerspiegelt. Sie soll die Gleichheit aller Menschen ausdrücken. Weiß, Rot und Blau stehen für die Flagge Frankreichs, der alten Kolonialmacht. Diese sind vereint mit den Panafrikanischen Farben Grün, Gelb und Rot. Der senkrechte rote Streifen symbolisiert zudem das gemeinsame Band, das rote Blut der Menschheit. Für die Farben Grün und Gelb gibt es noch eine weitere Deutung. Danach steht Grün für das Volk der Waldregion, Gelb für die Bewohner der Savannengegend. Der goldene fünfzackige Stern symbolisiert die Unabhängigkeit und ist ein Führer für den zukünftigen Fortschritt.
Über die genauen Proportionen der Flagge gibt es verschiedene Angaben, sie variieren von 3:5 über 2:3 bis zu nicht genau spezifiziert.
| System                      | Rot       | Blau     | Weiß        | Grün      | Gelb      |
| --------------------------- | --------- | -------- | ----------- | --------- | --------- |
| RGB                         | 210-16-52 | 0-48-130 | 255-255-255 | 40-151-40 | 255-206-0 |
| Hexadezimale Farbdefinition | #D21034   | #003082  | #FFFFFF     | #289728   | #FFCE00   |

## Geschichte
Die Flagge wurde, noch vor der vollen Souveränität, am 1. Dezember 1958 das erste Mal offiziell gehisst.